# Анотаційні дошки Києва

## Анотаційні дошки і пам'ятні знаки
| Зображення | На честь кого, чого чи якої події | Адреса                                                                               | Дата встановлення                                    |
| ---------- | --- | ------------------------------------------------------------------------------------ | ---------------------------------------------------- |
|            | Аверроесу, арабському філософу та лікареві; граніт, бронза, барельєфний портрет | Фрометівська вулиця, 2, корп. 23                                                     | ?                                                    |
|            | Володимиру Великому, великому київському князю; граніт, бронза, барельєфний портрет | Фрометівська вулиця, 2, корп. 7                                                      | ?                                                    |
|            | Богдану Хмельницькому, гетьману; граніт, бронза, барельєфний портрет | Фрометівська вулиця, 2                                                               | ?                                                    |
|            | Алієву Гейдару, першому президентові Азербайджану; граніт, бронза, барельєфний портрет | Фрометівська вулиця, 2, корп. 3                                                      | ?                                                    |
|            | 40-річчя перемоги радянського народу у Великій Вітчизняній війні, бронза | Берестейський проспект, 2                                                            | 1985                                                 |
|            | 40-річчя перемоги Радянської Армії над фашистськими загарбниками в Сталінградській битві в роки Великої Вітчизняної війни, бронза, скульптура, скульптор Б. П. Микитенко, архітектор І. Н. Дубасов | Івасюка Володимира проспект, 3/12                                                    | 1983                                                 |
|            | Амосова Миколи Михайловича | Амосова Миколи вулиця, 2                                                             | 2003, 6 грудня                                       |
|            | Антонова Олега Костянтиновича, бронза, барельєф, скульптор М. П. Рапай, архітектор О. І. Герасименко                                                                                               | Антонова Авіаконструктора вулиця, 3                                                  | 1985                                                 |
|            | Баренбойма Ісака Юлісовича, граніт | Баренбойма вулиця, 15                                                                | [ 7 ]                                                |
|            | Берлинського Максима Федоровича, граніт; архітектор В. П. Шевченко | Берлинського Максима вулиця, 6                                                       | 1966, лютий                                          |
|            | Берлинського Максима Федоровича, граніт; архітектор В. П. Шевченко | Берлинського Максима вулиця, 27                                                      | 1966, лютий                                          |
|            | Білокур Катерини Василівни, граніт | Білокур Катерини вулиця, 2/8                                                         | 2006                                                 |
|            | Богомольця Олександра Олександровича, граніт, архітектор В. П. Шевченко | Богомольця Академіка вулиця, 2                                                       | 1965, 9 грудня                                       |
|            | Буйка Петра Михайловича, граніт | Буйка Професора вулиця, 31                                                           |                                                      |
|            | Братислави — міста-побратима Києва, архітектори К. О. Сидоров, Г. А. Щербина | Братиславська вулиця, 44/2                                                           | 1977                                                 |
|            | Бурмистенка Михайла Олексійовича, граніт | Провулок Бабієнків, 35А                                                              |                                                      |
|            | Вавилова Сергія Івановича, граніт | Вавилових вулиця, 20/33                                                              | 1965                                                 |
|            | Гастелло Миколи Францевича, граніт | Бусовогірська вулиця, 2/5                                                            | 1965                                                 |
|            | Гастелло Миколи Францевича, граніт | Бусовогірська вулиця, 5                                                              | 1965                                                 |
|            | Героїв Дніпра | Героїв Дніпра вулиця, 30                                                             | 1983                                                 |
|            | Героїв Севастополя, граніт | Героїв Севастополя вулиця, 1                                                         | 1963                                                 |
|            | Героїв Севастополя, граніт | Героїв Севастополя вулиця, 72/3                                                      | 1963                                                 |
|            | Глушкова Віктора Михайловича | Глушкова Академіка проспект, 1                                                       | 1983                                                 |
|            | Грінченка Бориса Дмитровича | Грінченка Бориса вулиця, 1                                                           |                                                      |
|            | Гусовського Сергія Володимировича, бронза, скульптор Б. Ю. Крилов | Гусовського вулиця, 1                                                                | 2000                                                 |
|            | Доватора Льва Михайловича, граніт | Вулиця Катерини Грушевської, 1/53                                                    |                                                      |
|            | Джаліля Муси | Джаліля Муси вулиця, 74                                                              | 1965                                                 |
|            | Жамбила Жабаєва | Жамбила Жабаєва вулиця, 2                                                            | 2009                                                 |
|            | Жмаченка Пилипа Федосійовича, граніт | Романа Мстиславича Князя вулиця, 4                                                   | 1975                                                 |
|            | Жмаченка Пилипа Феодосійовича, граніт | Романа Мстиславича Князя вулиця, 18                                                  | 1975                                                 |
|            | Закладення скверу Дружби учасниками VI фестивалю дружби молоді СРСР і НДР | Оболонська площа                                                                     | 1983                                                 |
|            | Заслонова Костянтина Сергійовича, мармур | Заслонова Костянтина вулиця, 5/10                                                    |                                                      |
|            | Івашкевича Ярослава | Івашкевича вулиця,                                                                   |                                                      |
|            | Київського меридіану | Обсерваторна вулиця, 3                                                               | 2009, 7 лютого                                       |
|            | Кибальчича Миколи Івановича | Перова бульвар, 46/2 на розі з вулицею Кибальчича                                    | 1965                                                 |
|            | Кирпоноса Михайла Петровича, граніт | Кирпоноса вулиця, 18                                                                 |                                                      |
|            | Кіото — міста-побратима Києва, скульптор М. П. Рапай, архітектор О. І. Герасименко | Кіото вулиця, 19                                                                     | 1981                                                 |
|            | Кіото — міста-побратима Києва | Кіото вулиця, 25                                                                     | 1972                                                 |
|            | Ковпака Сидора Артемовича | Тютюнника Василя вулиця, 51/2                                                        |                                                      |
|            | Козицького Пилипа Омеляновича, граніт | Козицького Пилипа вулиця, 1/31                                                       | 1966                                                 |
|            | Козицького Пилипа Омеляновича, граніт | Козицького Пилипа вулиця, 9/23                                                       | 1966                                                 |
|            | Комарова Володимира Михайловича, бронза; барельєф; скульптор К. А. Кузнецов, архітектор В. Г. Гнєздилов                                                                                            | Любомира Гузара проспект, 1                                                          | 1970                                                 |
|            | Кондратюка Юрія Васильовича, граніт | Кондратюка Юрія вулиця, 4                                                            | [ 20 ]                                               |
|            | Кравчука Михайла Пилиповича, граніт | Ревуцького вулиця, 5                                                                 | [ 21 ]                                               |
|            | Кракова — міста-побратима Києва | Краківська вулиця, 2/31                                                              | 1961                                                 |
|            | Кракова — міста-побратима Києва (у 2019 році з дошки було демонтовано серп та молот), архітектор К. О. Сидоров                                                                                     | Бульвар Івана Котляревського, 5                                                      | 1979                                                 |
|            | Кракова — міста-побратима Києва | Краківська вулиця, 29/8                                                              | 1961                                                 |
|            | Кривоноса Петра Федоровича, бронза; горельєф; скульптор М. В. Цвєтков, архітектор М. І. Кислий | Липківського Василя Митрополита вулиця, 8, поруч з площею Петра Кривоноса            | 1985                                                 |
|            | Кудряшова Володимира Сидоровича | Липківського Василя Митрополита вулиця, 1 (на розі з вулицею Кудряшова)              | ? — 2011                                             |
|            | Кунанбаєва Абая | Харківське шосе, 65, на розі з Брацлавською вулицею                                  |                                                      |
|            | Ластовського Олександра Костянтиновича | Ковніра Степана вулиця, 3                                                            | 1962                                                 |
|            | Лейпцига — міста-побратима Києва, граніт | Лейпцизька вулиця/Цитадельна вулиця, 5/9                                             | 1962                                                 |
|            | Лейпцига — міста-побратима Києва, бронза, архітектор К. О. Сидоров | Лейпцизька вулиця, 2/37                                                              | 1979                                                 |
|            | Мартиросяна Саркиса Согомоновича, вірменський туф; скульптор Ф. М. Согоян, архітектор В. Д. Єлізаров                                                                                               | Сергія Берегового вулиця                                                             | 1985                                                 |
|            | Матеюка Миколи Антоновича, бронза; барельєф; скульптор Б. С. Довгань, архітектор Ф. І. Юр'єв | Матеюка Миколи вулиця, 2                                                             | 1983—2011                                            |
|            | Мельниченка Івана Олександровича, чавун | Мельниченка вулиця, 1                                                                | [ 32 ]                                               |
|            | Мишина Михайла Петровича, граніт, архітектор В. П. Шевченко | Сім'ї Ідзиковських вулиця, 23                                                        | 1966                                                 |
|            | Мишина Михайла Петровича, мармур | Повітрофлотський проспект 52/1 (на розі з вулицею Сім'ї Ідзиковських)                |                                                      |
|            | Наумова Михайла Івановича, бронза; архітектор М. М. Фещенко; заміна; метал | Наумова Генерала вулиця, 35-б                                                        | 1983                                                 |
|            | Ніщинського Петра Івановича, граніт, архітектор В. П. Шевченко | Ніщинського Петра вулиця, 8                                                          | 1966                                                 |
|            | Ніщинського Петра Івановича, граніт, архітектор В. П. Шевченко | Повітрофлотський проспект, 20/1 (на розі з вулицею Петра Ніщинського)                | 1966                                                 |
|            | Овруча | Овруцька вулиця, 32/8                                                                | [ 37 ]                                               |
|            | Ольжича Олега, граніт | Ольжича вулиця, 8                                                                    | [ 38 ]                                               |
|            | Онискевича Григорія Дем'яновича, чавун | Онискевича Григорія вулиця, 1                                                        | [ 39 ]                                               |
|            | Орлика Пилипа, бронза, граніт, барельєф | Орлика Пилипа вулиця, 1/15                                                           | [ 40 ]                                               |
|            | Петровського Григорія Івановича, 1963: папір, скло; 1964: граніт; 1984: граніт, бронза; барельєф; скульптор О. П. Олійник                                                                          | Світличного Івана вулиця, 2                                                          | 1963, 1964 (заміна), 1984 (заміна), втрачено до 2013 |
|            | Пирогова Миколи Івановича, граніт | Пирогова вулиця, 1                                                                   | [ 42 ]                                               |
|            | Потапова Михайла Івановича, граніт | Доманицького Василя вулиця, 1/5                                                      | [ 43 ]                                               |
|            | Потєхіна Сави Калістратовича, бронза, граніт (заміна)архітектор В. П. Шевченко | Виставкова вулиця, 13/14                                                             | 1983                                                 |
|            | Пушиної Феодори, чавун | Васкула Ореста вулиця, 30/32                                                         | [ 45 ]                                               |
|            | Радченка Петра Андрійовича, граніт | Радченка Петра вулиця, 25                                                            | [ 46 ]                                               |
|            | Рибалка Павла Семеновича, граніт | Ростиславська вулиця, 10/8                                                           | [ 47 ]                                               |
|            | Рикова Євгена Павловича, бронза | Курінного Петра вулиця, 1                                                            | 1982                                                 |
|            | Петра Сагайдачного | Сагайдачного вулиця, 41                                                              |                                                      |
|            | Сантьяго-де-Чилі | Площа Сантьяго-де-Чилі                                                               |                                                      |
|            | Сергієнка Івана Васильовича, мармур | Пластова вулиця, 1                                                                   | [ 49 ]                                               |
|            | Симоненка Валентина Костянтиновича | Наводницький парк                                                                    |                                                      |
|            | Сосніних Сім'ї | Дзюби Івана вулиця, 2/1                                                              |                                                      |
|            | Скоропадському Павлові Петровичу, українському державному діячеві, гетьману України у 1918 році; кераміка; барельєфний портрет; скульптор М. А. Галенко                                            | Велика Васильківська вулиця, 9/2, ріг вулиці Павла Скоропадського                    |                                                      |
|            | Стальського Сулеймана | Стальського Сулеймана вулиця, 12                                                     | [ 50 ]                                               |
|            | Тампере — міста-побратима Києва | Тампере вулиця, колишній парк радянсько-фінської дружби                              | 1978                                                 |
|            | Тичини Павла Григоровича | Бучми Амвросія бульвар, 8                                                            |                                                      |
|            | Тулузи — міста-побратима Києва | Тулузи вулиця, 2/58                                                                  | [ 51 ]                                               |
|            | Флоренції — міста-побратима Києва | Флоренції вулиця, 9                                                                  | 1969                                                 |
|            | Хмельницького Богдана | Хмельницького Богдана вулиця, 2                                                      |                                                      |
|            | Хохлових Сім'ї, граніт, архітектор В. Л. Лоботинський | Ґарета Джонса вулиця, 1                                                              | 1971                                                 |
|            | Хохлових Сім'ї, граніт, архітектор В. Л. Лоботинський | Ґарета Джонса вулиця, 15                                                             | 1971                                                 |
|            | Черняховського Івана Даниловича | Черняховського вулиця, 12                                                            | 1954                                                 |
|            | Шалетт-сюр-Луена — міста-побратима Дніпровського району Києва; архітектор М. І. Кислий | Шалетт Міста вулиця, 3                                                               | 1984                                                 |
|            | Шепелєва Миколи Гавриловича | Новопольова вулиця, 106 (на розі з вулицею Миколи Шепелєва)                          | [ 55 ]                                               |
|            | Шовкуненка Олексія Олексійовича | Голосіївський проспект, 70 (на місці пролягання колишньої вулиці Олексія Шовкуненка) | [ 56 ]                                               |
|            | Шолом-Алейхема; мармур; архітектор І. Л. Шмульсон | Шолом-Алейхема вулиця, 15                                                            | 1959                                                 |
|            | Шолуденка Никифора Микитовича | Шолуденка вулиця, 31                                                                 |                                                      |
|            | Шутова Степана Федоровича, граніт, архітектор В. П. Шевченко | Грушецька вулиця, 1                                                                  | 1965                                                 |
|            | Янгеля Михайла Кузьмича, бронза, горельєф, скульптор В. І. Зноба, архітектор Т. Г. Довженко | Академіка Янгеля вулиця, 2/6                                                         | 1981                                                 |

## Колишні радянські дошки
| Зображення | Кому чи чому була присвячена | Адреса                                                                 | Роки існування                                                 |
| ---------- | --- | ---------------------------------------------------------------------- | -------------------------------------------------------------- |
|            | Артема, граніт, архітектор В. П. Шевченко | Січових Стрільців вулиця, 1—5                                          | 1965–2015                                                      |
|            | Артема, граніт, архітектор В. П. Шевченко | Січових Стрільців вулиця, 84                                           | 1965, 10 грудня– 2016, 29 лютого                               |
|            | Богомольця Олександра Олександровича, граніт, архітектор В. П. Шевченко | Богомольця Академіка вулиця, 12                                        | 1965, 9 грудня — ?                                             |
|            | Воровському Вацлаву Вацлавовичу | Бульварно-Кудрявська вулиця, 51                                        |                                                                |
|            | Жукова Георгія Костянтиновича | Кубанської України вулиця, 15/13                                       | —2015                                                          |
|            | Жукова Георгія Костянтиновича | Кубанської України вулиця, 45                                          | 2016—2017                                                      |
|            | Горбачова Омеляна Григоровича, граніт | Ґалаґанівська вулиця, 2/71                                             | 1977-2016                                                      |
|            | Гречка Андрія Антонович | Виговського Івана вулиця, 26                                           | 1976-2019                                                      |
|            | Димитрова Георгія Михайловича, граніт, бронза, барельєф, скульптор О. П. Скобліков, архітектор А. Ф. Ігнащенко. Станом на 2011 рік втрачено гранітну частину дошки з анотаційним написом. | Ділова вулиця, 6/77                                                    | 1977—2016                                                      |
|            | Довнар-Запольського Всеволода Митрофановича, граніт; архітектор А. Н. Борисова | Довнар-Запольського Митрофана вулиця, 11                               | 1965—2015                                                      |
|            | Потьє Ежена, граніт, архітектор Т. В. Гусельникова | Довженка вулиця, 3 (на розі вулиці Антона Цедіка)                      | 1965                                                           |
|            | Потьє Ежена, граніт, архітектор Т. В. Гусельникова | Цедіка Антона вулиця, 11/6                                             | 1965                                                           |
|            | Котовського Григорія Івановича, граніт, архітектор В. П. Шевченко | Сальського Володимира вулиця, 11                                       | 1966—2015                                                      |
|            | Котовського Григорія Івановича, граніт, архітектор В. П. Шевченко | Родини Глаголєвих вулиця, 15, на розі з вулицею Володимира Сальського  | 1966—2016                                                      |
|            | Лукашевича Миколи Йосиповича, архітектор А. Г. Удовиченко | Брюллова вулиця, 12 (на розі з вулицею Івана Огієнка)                  | 1966 - 2016                                                    |
|            | Лукашевича Миколи Йосиповича, архітектор А. Г. Удовиченко | Огієнка Івана вулиця, 17                                               | 1966—2016                                                      |
|            | Подвойського Миколи Ілліча, архітектор В. П. Шевченко | Глушка Юрія вулиця, 13/14                                              | 1966—2015                                                      |
|            | Подвойського Миколи Ілліча, архітектор В. П. Шевченко | Глушка Юрія вулиця, 2                                                  | 1966—2016                                                      |
|            | Полупанова Андрія Васильовича | Пріорська вулиця, 6                                                    | 1977—2015                                                      |
|            | Бабушкіна Івана Васильовича, граніт | Безручка Марка вулиця, 25                                              | до 2016                                                        |
|            | Баумана Миколи Ернестовича, граніт | Вулиця Януша Корчака, 4                                                | до 2016                                                        |
|            | Блюхера Василя Костянтиновича, граніт, архітектор В. П. Шевченко | Турчина Ігоря вулиця, 2/17                                             | 1965, грудень — 2016                                           |
|            | Блюхера Василя Костянтиновича, граніт, архітектор В. П. Шевченко | Туполєва Академіка вулиця, 24 (на розі з вулицею Ігоря Турчина)        | 1965, грудень — 2016                                           |
|            | Кирпоноса Михайла Петровича, граніт | Всеволода Петріва вулиця, 8/10                                         | до 2016                                                        |
|            | Піка Вільгельма | Ружинська вулиця, 2/50                                                 | до 2016                                                        |
|            | Піка Вільгельма | Ружинська вулиця, 13/7                                                 | до 2016                                                        |
|            | Якіра Йони Еммануїловича, граніт, архітектор В. П. Шевченко | Дегтярівська вулиця, 32 (на розі вулиці Деревлянської)                 | 1966 — 2016                                                    |
|            | 60-річчя утворення СРСР, бронза, архітектор М. М. Фещенко | Оболонська площа, 1                                                    | 1982 — 2016                                                    |
|            | Боженка Василя Назаровича, граніт | Казимира Малевича вулиця, 2                                            | до 2016                                                        |
|            | Боженка Василя Назаровича, граніт | Казимира Малевича вулиця, 119                                          | до 2016                                                        |
|            | Возз'єднання України з Росією, бронза; архітектор Г. А. Щербина | Соборності проспект, 1                                                 | 1979 — 2016                                                    |
|            | Крупської Надії Костянтинівні | Сімферопольська вулиця, 3/2 (на розі з вулицею Павла Чубинського)      | до 2016                                                        |
|            | Крупської Надії Костянтинівні | Ялтинська вулиця, 6 (на розі з вулицею Павла Чубинського)              | до 2016                                                        |
|            | Лібкнехта Карла | Шовковична вулиця, 36/7,                                               | 1965, 8 грудня — 2016                                          |
|            | Лібкнехта Карла | Басейна вулиця, 23/52 (на розі з Шовковичною вулицею)                  | 1965, 8 грудня — 2016                                          |
|            | Пархоменка Олександра Яковича | Дегтярівська вулиця, 7                                                 | до 2016                                                        |
|            | Пархоменка Олександра Яковича | Дегтярівська вулиця, 53                                                | до 2016                                                        |
|            | Іванова Андрія Васильовича | Бутишів провулок, 29/18                                                | до 2016                                                        |
|            | Аніщенка Олександра Григоровича, граніт; скульптор І. І. Макушенко | Левандовська вулиця, 17                                                | 1964—2016                                                      |
|            | Аніщенка Олександра Григоровича, граніт; скульптор І. І. Макушенко | Левандовська вулиця, 2А/5                                              | 1964—2016                                                      |
|            | Урицького Мойсея Соломоновича, архітектор В. П. Шевченко | Липківського Василя Митрополита вулиця, 8                              | 1966—2016                                                      |
|            | Мате Залки, граніт | Архипенка Олександра вулиця, 2/12                                      | 1979—2016                                                      |
|            | Мате Залки, граніт | Архипенка Олександра вулиця, 7/5                                       | 1979—2016                                                      |
|            | Гамарника Яна Борисовича, граніт | Квітки Цісик вулиця, 10                                                | 1965—2016                                                      |
|            | Лебедєва Миколи Миколайовича | Поправки Юрія вулиця, 5                                                | 1962—2016                                                      |
|            | Лебедєва Миколи Миколайовича | Поправки Юрія вулиця, 16/38                                            | 1962—2016                                                      |
|            | Люксембурґ Рози | Липська вулиця, 19/7                                                   | 1965—2016                                                      |
|            | Малиновського Родіона Яковича | Героїв полку «Азов» вулиця, 9                                          | до 2016                                                        |
|            | Газети «Іскра», граніт | Дудаєва Джохара вулиця, 1                                              | 1965, 5 травня—2016                                            |
|            | Клименка Івана Євдокимовича, граніт | Преображенська вулиця, 8                                               | 1977—2016                                                      |
|            | Клименка Івана Євдокимовича, граніт | Преображенська вулиця, 40/10                                           | 1977—2016                                                      |
|            | Тельмана Ернста, бронза, горельєф | Німецька вулиця, 1/35                                                  | до 2016                                                        |
|            | Тельмана Ернста, граніт | Німецька вулиця, 2                                                     | до 2016                                                        |
|            | Картвелішвілі Лаврентія Йосиповича, граніт | Кучера Василя вулиця, 10                                               | до 2016                                                        |
|            | Щорса Миколи | Велика Васильківська вулиця, 101 (на розі з вулицею Євгена Коновальця) | до 2016                                                        |
|            | Каменєва Сергія Сергійовича, бронза, барельєф; скульптор О. П. Скобліков, архітектор А. Ф. Ігнащенко                                                                                      | Лесі Українки бульвар, 27/2                                            | 1984—2016                                                      |
|            | Кіквідзе Василя Ісидоровича, граніт | Бойчука Михайла вулиця, 2/34                                           | 1962, червень—2016                                             |
|            | Ковпака Сидора Артемовича, граніт | Тютюнника Василя вулиця, 51/2                                          | ?—до 2016                                                      |
|            | Ковпака Сидора Артемовича, граніт | Велика Васильківська вулиця, 129                                       | ?—до 2016                                                      |
|            | Майорова Михайла Мусійовича | Калнишевського Петра вулиця, 1                                         | до 2016                                                        |
|            | Майорова Михайла Мусійовича | Калнишевського Петра вулиця, 5                                         | до 2016                                                        |
|            | Курнатовського Віктора Костянтиновича | Дашкевича Остафія вулиця, 5                                            | до 2021(?)                                                     |
|            | Курнатовського Віктора Костянтиновича | Дашкевича Остафія вулиця, 30                                           | до 2021(?)                                                     |
|            | Бойченка Олександра Максимовича, граніт | Солов'яненка Анатолія вулиця, 16                                       | 1965—2016                                                      |
|            | Володарського Мойсея Марковича, граніт | Золотоустівська вулиця, 74                                             | 1965-2016                                                      |
|            | Карбишева Дмитра Михайловича, граніт | Ірини Бекешкіної вулиця, 12                                            | демонтована наприкінці лютого або на початку березня 2022 року |
|            | Карбишева Дмитра Михайловича, граніт | Ірини Бекешкіної вулиця, 22                                            | до 2022(?)                                                     |
|            | Ватутіна Миколи Федоровича | Шухевича Романа проспект, 2                                            | до 2020                                                        |
|            | Рибалка Павла Семеновича | Гаврилишина Богдана вулиця, 24 (на розі з Ростиславською вулицею)      | до 2016                                                        |
|            | Щусєва Олексія Вікторовича | Щусєва вулиця, 30/6                                                    |                                                                |
|            | Шутова Степана Федоровича, граніт, архітектор В. П. Шевченко | Машинобудівна вулиця, 42 (на розі Грушецької вулиці)                   | 1965-2016                                                      |
|            | Запорожця Петра Кузьмича, граніт | Запорожця Петра вулиця, 3                                              | до 2018                                                        |
|            | Запорожця Петра Кузьмича, граніт | Запорожця Петра вулиця, 19                                             | до 2018                                                        |
|            | Жаданівського Бориса Петровича, граніт; архітектор В. П. Шевченко | Жилянська вулиця, 6/58,                                                | 1966 - 2018                                                    |
|            | Шамрила Тимофія Власовича | Парково-Сирецька вулиця, 1                                             | [ 96 ]                                                         |
|            | Чудновського Григорія Ісаковича, граніт; архітектор А. Н. Борисова | Чупринки Григорія вулиця, 2/8                                          | 1964 - 2019                                                    |
|            | Чудновського Григорія Ісаковича, граніт; архітектор А. Н. Борисова | Чупринки Григорія вулиця, 8                                            | 1964 - 2019                                                    |
|            | Краснова Миколи Федоровича | Краснова Миколи вулиця, 8 (відсутня станом на квітень 2017 року)       | [ 99 ]                                                         |
|            | Дубового Івана Наумовича, граніт; архітектор А. Н. Борисова | Тороповського Георгія вулиця, 2                                        | 1965                                                           |
|            | Вітрука Андрія Никифоровича | Берестейський проспект, 108/1 на розі з вулицею Авіаконструкторською   |                                                                |
|            | Жаданівського Бориса Петровича, граніт; архітектор В. П. Шевченко | Жилянська вулиця, 87,                                                  | 1966                                                           |
|            | Кудрі Івана Даниловича | Лесі Українки бульвар, 30 (на розі з вулицею Джона Маккейна)           | 1965                                                           |
|            | Лепсе Івана Івановича | Гавела Вацлава бульвар, 2                                              | [ 101 ]                                                        |
|            | Порика Василя Васильовича, граніт | Порика Василя вулиця, 11в                                              | 1980 — ?                                                       |
|            | Порика Василя Васильовича, граніт | Порика Василя вулиця, 16                                               | 1980 — ?                                                       |
|            | Ватутіна Миколи Федоровича | Шухевича Романа проспект, 14                                           | до 2020                                                        |
|            | Грекова Бориса Дмитровича, граніт | Родини Глаголєвих вулиця, 1/6                                          | ? — зруйновано 29 травня 2022                                  |
|            | Грекова Бориса Дмитровича, граніт | Глаголєвих Родини вулиця, 15                                           | ? — зруйновано 29 травня 2022                                  |
|            | Рилєєва Кіндрата Федоровича, граніт | Рилєєва вулиця, 1                                                      | ? — зруйновано 29 травня 2022                                  |
|            | Рилєєва Кіндрата Федоровича, граніт | Петропавлівська вулиця, 42/33, на розі з вулицею Рилєєва               | ? — зруйновано 29 травня 2022                                  |
|            | Шпака Миколи Івановича, граніт | Шпака Миколи вулиця, 5                                                 | ? — зруйновано 29 травня 2022                                  |
|            | Шпака Миколи Івановича, граніт | Берестейський проспект, 66 (на розі вулиці Миколи Шпака)               | ? — зруйновано 29 травня 2022                                  |
|            | Толстого Льва Миколайовича, бронза; барельєф; скульптор Н. М. Дерегус, архітектор К. О. Сидоров                                                                                           | Героїв Українських площа                                               | 1978 — зруйновано на початку червня 2022                       |
|            | Фучика Юліуса, мармур | Чапека Карела вулиця, 1/20                                             | — зруйновано на початку липня 2022                             |
|            | Тупікова Василя Івановича | Мельника Андрія вулиця, 18/171                                         | — зруйновано на початку липня 2022                             |